# Colostygia fitzi
Colostygia fitzi là một loài bướm đêm trong họ Geometridae.